# Hrabstwo St. Francis

Piramida wieku hrabstwa

Hrabstwo St. Francis – hrabstwo w USA, w stanie Arkansas. Według danych z 2010 roku, hrabstwo zamieszkiwało 28258 osób.

## Miejscowości
- Caldwell
- Colt
- Forrest City
- Hughes
- Madison
- Palestine
- Wheatley
- Widener